# 새드 무비
"새드 무비"(Sad Movie)는 2005년 개봉한 대한민국의 영화이다. 권종관이 감독을 맡았다.

## 내용
영화의 내용은 네 사람의 관계와 그들의 심리, 고통, 괴로움, 그리고 이후의 헤어짐을 담고 있다.

## 출연진
- 정우성
- 임수정
- 차태현
- 손태영
- 염정아
- 여진구
- 신민아
- 이기우
- 김승철
- 윤현진

## 초청 내역
| 연도   | 영화제                          | 프로그램      |
| ------ | ------------------------------- | ------------- |
| 2006년 | 시네마시아 영화제               | -             |
| 2006년 | 코스모라마 트론헤임 국제 영화제 | 메인 프로그램 |
| 2005년 | 하와이 국제 영화제              | 오프닝 나이트 |